# آدیپوسیت
آدیپوسیت (به انگلیسی: adipocyte) که یاخته یا سلول های چربی یا لیپوسیت هم نامیده می‌شوند، تشکیل دهنده بافت‌های چربی یا بافت های آدیپوز می‌باشند که کار ذخیره انرژی از راه چربی را به عهده دارند. دو نوع بافت چربی وجود دارد: بافت سفید آدیپوز و بافت قهوه‌ای آدیپوز.
در اثر لاغر شدن سلول‌های چربی تعدادشان کم نمی‌شود، بلکه اندازه‌شان کوچک تر می‌شود. ولی در اثر چاق شدن اگر ظرفیت سلول چربی پر شده باشد، تعداد آن‌ها ممکن است زیاد شود .